# Costa Rica en la Copa Mundial Femenina de Fútbol de 2023
La selección femenina de Costa Rica fue su segunda participación en una cita mundialista, ubicadas en el grupo C, ante España, Japón y Zambia.

## Clasificación

### Fase preliminar
| Equipo                         | Pts | PJ | PG | PE | PP | GF | GC | Dif |
| ------------------------------ | --- | -- | -- | -- | -- | -- | -- | --- |
| Costa Rica                     | 12  | 4  | 4  | 0  | 0  | 22 | 0  | +22 |
| San Cristóbal y Nieves         | 9   | 4  | 3  | 0  | 1  | 13 | 9  | +4  |
| Guatemala                      | 6   | 4  | 2  | 0  | 2  | 16 | 7  | +9  |
| Curazao                        | 3   | 4  | 1  | 0  | 3  | 2  | 15 | -13 |
| Islas Vírgenes Estadounidenses | 0   | 4  | 0  | 0  | 4  | 0  | 22 | -22 |

| 17 de febrero de 2022 | Costa Rica | 7:0 (3:0)                     | San Cristóbal y Nieves | Estadio Nacional, San José |                            |
| 19:00 (UTC-6)         | Benavides 16', 54' · Chinchilla 45' · Venegas · 45+3' · Rodríguez 58' · Villalobos 60' · Alvarado 90+7' (pen.) | FIFA Reporte CONCACAF Reporte |                        | Árbitra: Diana Pérez Borja | Árbitra: Diana Pérez Borja |

| 20 de febrero de 2022 | Islas Vírgenes Estadounidenses | 0:6 (0:4)                     | Costa Rica                                                                          | Bethlehem Soccer Stadium, Saint Croix |                       |
| 18:00 (UTC-4)         |                                | FIFA Reporte CONCACAF Reporte | Alvarado 5' (pen.) · Rodríguez 17' 44' · Venegas 24' · Herrera 65' · Villalobos 69' | Árbitra: Katia García                 | Árbitra: Katia García |

| 9 de abril de 2022 | Curazao | 0:4 (0:2)                     | Costa Rica                             | Stadion Rignaal “Jean” Francisca, Willemstad |                              |
| 19:00 (UTC-4)      |         | FIFA Reporte CONCACAF Reporte | Rodríguez 22' 28' 64' · Chinchilla 57' | Árbitra: Carly Shaw-MacLaren                 | Árbitra: Carly Shaw-MacLaren |

| 12 de abril de 2022 | Costa Rica                                                    | 5:0 (2:0)                     | Guatemala | Estadio Nacional, San José |                          |
| 19:00 (UTC-6)       | P. Chinchilla 5' 64' · Salas 29' · Granados 52' · S. Cruz 85' | FIFA Reporte CONCACAF Reporte |           | Árbitra: Odette Hamilton   | Árbitra: Odette Hamilton |

### Fase final

#### Fase de grupos
| Equipo            | Pts. | PJ | PG | PE | PP | GF | GC | Dif. |
| ----------------- | ---- | -- | -- | -- | -- | -- | -- | ---- |
| Canadá            | 9    | 3  | 3  | 0  | 0  | 9  | 0  | 9    |
| Costa Rica        | 6    | 3  | 2  | 0  | 1  | 7  | 2  | 5    |
| Panamá            | 3    | 3  | 1  | 0  | 2  | 1  | 4  | -3   |
| Trinidad y Tobago | 0    | 3  | 0  | 0  | 3  | 0  | 11 | -11  |

| 5 de julio de 2022 | Costa Rica                        | 3:0 (2:0)                     | Panamá | Estadio BBVA, Monterrey  |                          |
| 18:00 (UTC-5)      | Rodríguez 6' · [María Paula Salas | FIFA Reporte CONCACAF Reporte |        | Árbitra: Odette Hamilton | Árbitra: Odette Hamilton |

| 8 de julio de 2022 | Trinidad y Tobago | 0:4 (0:3)                     | Costa Rica                                              | Estadio Universitario, Monterrey |                           |
| 18:00 (UTC-5)      |                   | FIFA Reporte CONCACAF Reporte | Granados 18' 44' · Hutchinson 33' (a.g.) · Alvarado 48' | Árbitra: Francia González        | Árbitra: Francia González |

| 11 de julio de 2022 | Canadá                   | 2:0 (1:0)                     | Costa Rica | Estadio BBVA, Monterrey  |                          |
| 18:00 (UTC-5)       | Fleming 5' · Schmidt 69' | FIFA Reporte CONCACAF Reporte |            | Árbitra: Odette Hamilton | Árbitra: Odette Hamilton |

#### Semifinales
| 14 de julio de 2022 | Estados Unidos                           | 3:0 (2:0)                     | Costa Rica | Estadio Universitario, Monterrey |                         |
| 18:00 (UTC-5)       | Sonnett 34' · Pugh 45+3' · Sanchez 90+5' | FIFA Reporte CONCACAF Reporte |            | Árbitra: Astrid Gramajo          | Árbitra: Astrid Gramajo |

#### Tercer puesto
| 18 de julio de 2022 | Costa Rica | 0:1 (0:0, 0:0) (t. s.) | Jamaica         | Estadio BBVA, Monterrey        |                                |
| 18:00 (UTC-5)       |            | FIFA Reporte Reporte   | Van Zanten 102' | Árbitra: Marie-Soleil Beaudoin | Árbitra: Marie-Soleil Beaudoin |

## Preparación
| 3 de septiembre de 2022 | Colombia        | 1:0 (0:0) | Costa Rica | Estadio Deportivo Cali, Palmira |                           |
|                         | Usme 85' (pen.) | Reporte   |            | Árbitra: Milagros Arruela       | Árbitra: Milagros Arruela |

| 6 de septiembre de 2022 | Colombia               | 2:0 (1:0) | Costa Rica | Estadio Olímpico Pascual, Cali |                           |
|                         | Usme 37' · Caicedo 71' | Reporte   |            | Árbitra: Priscila Vásquez      | Árbitra: Priscila Vásquez |

| 7 de octubre de 2022 | Costa Rica               | 1:1 (1:0) | Filipinas     | Estadio Alejandro Morera Soto, Alajuela |                         |
|                      | Priscilla Chinchilla 57' | Reporte   | Guillou 90+3' | Árbitra: Astrid Azucena                 | Árbitra: Astrid Azucena |

| 11 de octubre de 2022 | Costa Rica                     | 2:1 (0:1) | Filipinas     | Estadio Ricardo Saprissa, San José |                        |
|                       | Rodríguez 41' · Villalobos 68' | Reporte   | Frilles 45+2' | Árbitra: Annays Judith             | Árbitra: Annays Judith |

| 11 de noviembre de 2022 | Países Bajos                                             | 4:0 (4:0) | Costa Rica | Estadio Galgenwaard, Utrecht |                       |
|                         | Van de Donk 14' · Janssen 42' · Kalma 44' · Brugts 45+2' | Reporte   |            | Árbitra: Kirsty Dowle        | Árbitra: Kirsty Dowle |

| 15 de noviembre de 2022 | Portugal  | 1:0 (0:0) | Costa Rica | Estadio Complexo Desportivo do FC Alverca, Alverca do Ribatejo |                        |
|                         | Silva 82' | Reporte   |            | Árbitra: Abigail Byrne                                         | Árbitra: Abigail Byrne |

| 15 de febrero de 2023 | Costa Rica       | 1:1 (1:0) | Colombia             | Estadio León, Guanajuato |                         |
| 13:00                 | Chinchilla 45+1' | Reporte   | Rodríguez 57' (a.g.) | Árbitra: Priscila Pérez  | Árbitra: Priscila Pérez |

| 18 de febrero de 2023 | México       | 1:1 (1:0) | Costa Rica           | Estadio León, Guanajuato |                         |
| 16:00                 | Palacios 32' | Reporte   | Rodríguez 48' (a.g.) | Árbitra: Astrid Gramajo  | Árbitra: Astrid Gramajo |

| 21 de febrero de 2023 | Nigeria       | 1:0 (1:0) | Costa Rica | Estadio León, Guanajuato |                      |
| 17:00                 | Okoronkwo 45' |           |            | Árbitra: Diana Pérez     | Árbitra: Diana Pérez |

## Plantel

### Lista de convocados
Entrenadora:  Amelia Valverde
| No. | Pos. | Jugadora                  | Fecha de nacimiento (edad)        | Apa. | Goles | Club            |
| --- | ---- | ------------------------- | --------------------------------- | ---- | ----- | --------------- |
| 1   | POR  | Génesis Pérez             | 4 de mayo de 2005 (18 años)       |      |       | UCF Knights     |
| 2   | DEF  | Gabriela Guillén          | 1 de marzo de 1992 (31 años)      |      |       | Alajuelense     |
| 3   | DEF  | María Coto                | 2 de marzo de 1998 (25 años)      |      |       | Alajuelense     |
| 4   | DEF  | Mariana Benavides         | 26 de diciembre de 1994 (28 años) |      |       | Saprissa        |
| 5   | DEF  | Valeria del Campo         | 15 de febrero de 2000 (23 años)   |      |       | Monterrey       |
| 6   | DEF  | Carol Sánchez             | 16 de abril de 1986 (37 años)     |      |       | Sporting        |
| 7   | MED  | Melissa Herrera           | 10 de octubre de 1996 (26 años)   |      |       | Bordeaux        |
| 8   | MED  | Mariela Campos            | 4 de febrero de 1991 (32 años)    |      |       | Saprissa        |
| 9   | DEL  | María Paula Salas         | 12 de julio de 2002 (21 años)     |      |       | Monterrey       |
| 10  | MED  | Gloriana Villalobos       | 20 de agosto de 1999 (23 años)    |      |       | Saprissa        |
| 11  | MED  | Raquel Rodríguez Cedeño   | 28 de octubre de 1993 (29 años)   |      |       | Portland Thorns |
| 12  | DEF  | María Paula Elizondo      | 30 de noviembre de 1998 (24 años) |      |       | Saprissa        |
| 13  | MED  | Emilie Valenciano         | 15 de febrero de 1997 (26 años)   |      |       | Alajuelense     |
| 14  | MED  | Priscilla Chinchilla      | 11 de julio de 2001 (22 años)     |      |       | Glasgow City    |
| 15  | MED  | Cristin Granados          | 19 de agosto de 1989 (33 años)    |      |       | Sporting        |
| 16  | MED  | Katherine Alvarado        | 11 de abril de 1991 (32 años)     |      |       | Saprissa        |
| 17  | DEL  | Sofía Varela              | 28 de marzo de 1998 (25 años)     |      |       | Santos Laguna   |
| 18  | POR  | Priscilla Tapia           | 2 de mayo de 1991 (32 años)       |      |       | Saprissa        |
| 19  | MED  | Alexandra Pinell          | 18 de octubre de 2002 (20 años)   |      |       | Alajuelense     |
| 20  | DEF  | Fabiola Villalobos        | 13 de marzo de 1998 (25 años)     |      |       | Alajuelense     |
| 21  | MED  | Sheika Scott              | 22 de octubre de 2006 (16 años)   |      |       | Alajuelense     |
| 22  | DEL  | Catalina Estrada Carvajal | 11 de octubre de 1998 (24 años)   |      |       | Saprissa        |
| 23  | POR  | Daniela Solera            | 21 de julio de 1997 (25 años)     |      |       | Agente libre    |

## Participación

### Partidos
| Fecha       | Lugar      | Instancia      | Local      |                       | Resultado |                       | Visitante  |
| ----------- | ---------- | -------------- | ---------- | --------------------- | --------- | --------------------- | ---------- |
| 21 de julio | Wellington | Fase de grupos | España     | Bandera de España     | 3:0       | Bandera de Costa Rica | Costa Rica |
| 26 de julio | Dunedin    | Fase de grupos | Japón      | Bandera de Japón      | 2:0       | Bandera de Costa Rica | Costa Rica |
| 31 de julio | Hamilton   | Fase de grupos | Costa Rica | Bandera de Costa Rica | 1:3       | Bandera de Zambia     | Zambia     |

### Fase de grupos - Grupo C
| Equipo     | Pts. | PJ | PG | PE | PP | GF | GC | Dif. |
| ---------- | ---- | -- | -- | -- | -- | -- | -- | ---- |
| Japón      | 9    | 3  | 3  | 0  | 0  | 11 | 0  | 11   |
| España     | 6    | 3  | 2  | 0  | 1  | 8  | 4  | 4    |
| Zambia     | 3    | 3  | 1  | 0  | 2  | 3  | 11 | –8   |
| Costa Rica | 0    | 3  | 0  | 0  | 3  | 1  | 8  | –7   |

#### España vs. Costa Rica
| 21 de julio de 2023 | España                                            | 3:0 (3:0) | Costa Rica | Estadio Regional, Wellington                           |                                                        |
| 19:30 (UTC+12)      | Del Campo 21' (a.g.) · Bonmatí 23' · González 27' | Reporte   |            | Asistencia: 22 966 espectadores Árbitra: Casey Reibelt | Asistencia: 22 966 espectadores Árbitra: Casey Reibelt |

#### Japón vs. Costa Rica
| 26 de julio de 2023 | Japón                    | 2:0 (2:0) | Costa Rica | Estadio de Dunedin, Dunedin                                |                                                            |
| 17:00 (UTC+12)      | Naomoto 25' · Fujino 27' | Reporte   |            | Asistencia: 6992 espectadores Árbitra: Maria Sole Ferrieri | Asistencia: 6992 espectadores Árbitra: Maria Sole Ferrieri |

#### Zambia vs. Costa Rica
| 31 de julio de 2023 | Costa Rica  | 1:3 (0:2) | Zambia                                              | Estadio Waikato, Hamilton                               |                                                         |
| 19:00 (UTC+12)      | Herrera 47' | Reporte   | Mweemba 3' · B. Banda 31' (pen.) · Kundananji 90+3' | Asistencia: 8117 espectadores Árbitra: Bouchra Karboubi | Asistencia: 8117 espectadores Árbitra: Bouchra Karboubi |